# Christian Gazel
Pour les articles homonymes, voir Gazel.
 (août 2010).
Si vous disposez d'ouvrages ou d'articles de référence ou si vous connaissez des sites web de qualité traitant du thème abordé ici, merci de compléter l'article en donnant les références utiles à sa vérifiabilité et en les liant à la section « Notes et références ».
Christian Gazel, né à Nantes le 1er septembre 1914 et mort le 28 février 2002 à Paris, est un ingénieur et homme politique français.

## Biographie
Le 1er septembre 1939, à la veille de la déclaration de guerre entre la France et l'Allemagne et de la mobilisation générale, Christian Gazel, résidant en Vendée et fils d’un brillant scientifique, Marcel Gazel et de Marie Rose Papin, se présente à Brest et embarque sur le cuirassé Paris. Christian avait préalablement fait cinq ans dans la Marine Française principalement dans les sous-marins.
Le 28 septembre, il embarque sur l’AD 401, le Mimi Pierrot, dragueur de mines magnétiques, un chalutier en bois et accomplit des missions tout au long de la côte de la Manche, à Brest, Cherbourg, Boulogne, Calais et Dunkerque. Le vaisseau se rend en Écosse, à la base de Greenock pour participer à la campagne de Norvège ; transport de troupes, il convoie des bataillons de chasseurs alpins et de fantassins africains, envoyés en Norvège en première ligne, puis poursuit sa route à Narvik, Stavanger, et dans les fjords, à déminer afin que les marines alliées anglaises et françaises puissent pénétrer dans les ports. Durant la campagne d’avril-juin, les troupes allemandes avancent sur les Pays-Bas, la Belgique et la France. Les troupes battues sont de fait évacuées à Ostende, Rotterdam et Amsterdam, le 13 mai 1940.
Le 1er juin 1940, le Mimi Pierrot est au large de Dunkerque et poursuit l’évacuation sous l’attaque de l’aviation allemande. Le vaisseau est coulé le 3 juin à 00h30, Christian Gazel, blessé au poignet et à la jambe est sauvé par le patrouilleur Émile Deschamps, ainsi que d’autres blessés et poursuit l’évacuation avec les survivants. Le lendemain, à 6h30, le patrouilleur explose après avoir heurté une mine. Christian Gazel est projeté sur le rivage, gravement blessé. Il est évacué à l’hôpital de Pembury où il rencontre celle qui sera sa femme, Hannah Maria (Maisie) Ring, une jeune Irlandaise, alors infirmière. Il sort de l’hôpital fin août et le 2 septembre 1940, s’engage dans les Forces françaises libres.
Le 4 septembre, il embarque à bord du sous-marin Surcouf, à Plymouth, destination Liverpool. À Malte, il monte à bord du Narval, l’un des deux navires de la flotte française en Méditerranée. Son périple l’amènera en Afrique (Sierra Leone et Égypte). Le sous-marin repart en direction de la Tunisie et est coulé le 21 décembre 1940.
L’île de Malte est victime des bombardements de l’aviation italienne, le moral de Christian Gazel est au plus bas ; ses camarades sont morts, il est isolé et subit un nouveau séjour à l’hôpital de Jérusalem avant de rejoindre Alexandrie par ses propres moyens. L’armée anglaise l’aide à rejoindre Suez ; il embarque le 21 avril 1941 sur l’HMS Empress of Australia puis sur l’HMS Franconia pour le Cap. Il est de retour à Londres le 23 juin 1941 et est affecté à l’État Major des Forces navales françaises libres, mais s’engage le 1er juillet 1941 dans la RAF section aéronavale. Il se marie avec Maisie entretemps le 1er août 1941.
Le 31 décembre 1941, il intègre la base de sous-marin de Dundee en Écosse ou sa fille Micheline est née le 3 juillet 1942, puis le 1er mars 1943, il est envoyé à la cinquième division de Chasseurs à Cowes (île de Wight) avec sa petite famille, afin de préparer la débarquement de juin 1944. 
Dans la soirée du 7 juin 1944, à Nantes, l'aviation américaine bombarde la ville du côté de la gare et des ponts donnant sur la Loire, ainsi qu'un abri, dans lequel 20 Nantais s'étaient réfugiés. Aux alentours de 22H30, on déplore déjà 20  morts, dont sa mère et l'une des sœurs de Christian, le seul survivant étant le jeune frère de Christian, Marcel et son chien.
Il n’est de retour en France qu’en novembre 1945 et y poursuit une brève carrière politique (1946-1952) à Nantes où son fils Kevin (né le 11 juin 1946) et sa fille Anne (née le 17 février 1950) sont nés avant le départ de toute la famille à Paris en 1952. 
Christian Gazel fut décoré de la Légion d'honneur.